# Monocyphoniscus bulgaricus
Monocyphoniscus bulgaricus är en kräftdjursart som beskrevs av Hans Strouhal 1939. Monocyphoniscus bulgaricus ingår i släktet Monocyphoniscus och familjen Trichoniscidae. Inga underarter finns listade i Catalogue of Life.